# Halswenders
De halswenders (Pleurodira) zijn een onderorde van de orde schildpadden (Testudines). 

## Naamgeving
De wetenschappelijke naam van de groep werd voor het eerst voorgesteld door Edward Drinker Cope in 1865. Kenmerkend voor deze groep is het feit dat ze de kop niet volledig onder het schild terug kunnen trekken, waarnaar de wetenschappelijke naam verwijst: Oudgrieks πλευρόν, pleuron = zijkant en δειρή deirē = hals. 

## Uiterlijke kenmerken
Toen schildpadden enkele honderden miljoenen jaren geleden zijn ontstaan hadden ze waarschijnlijk allemaal een lange nek. De halsbergers (Cryptodira), die de nek helemaal kunnen terugtrekken in het schild, vormen de enige andere onderorde, maar deze zou pas recenter zijn ontstaan. Deze laatste groep is met ongeveer 255 soorten veel groter dan de halswenders die door ongeveer 100 soorten worden vertegenwoordigd.
De grootste en tevens bekendste groep van de halswenders zijn de familie van de slangenhalsschildpadden (Chelidae), die een nek hebben die meestal net zo lang is als het schild. Omdat deze niet teruggetrokken kan worden, wordt de nek in een plooi onder het schild gelegd, waarbij de nek meestal wordt gevouwen. Bij andere soorten met een kortere nek, zoals de grootkopschildpad wordt de nek slechts schuin langs het schild gelegd.
Belangrijke verschillen met de halsbergers zijn verschillen in de structuur van de botten zoals de aanhechting van de bekkengordel aan het schild dat de bewegingsvrijheid bij het lopen beperkt. Dit is de reden dat veel halswenders meestal aan het water gebonden zijn en veel halsbergers zich makkelijker op het land kunnen voortbewegen. Een ander verschil is de aanwezigheid van een intergulaire plaat aan het buikschild. Waar halsbergers vaak een scharnierend deel van het buikschild bezitten ontbreekt een dergelijke structuur meestal bij de halswenders. 

## Taxonomie
De halswenders worden verdeeld in drie families, er zijn twintig geslachten en ongeveer 100 soorten. Twee families worden beschouwd als sterker aan elkaar verwant en worden tot een superfamilie gerekend. Een familie, de slangenhalsschildpadden, wordt als een aparte groep beschouwd.
De onderorde omvat de volgende superfamilies en families, met de auteur en het verspreidingsgebied.
| Familie                                  | Auteur                      | Soorten                     | Verspreidingsgebied                     |
| Superfamilie Incertae sedis              | Superfamilie Incertae sedis | Superfamilie Incertae sedis | Superfamilie Incertae sedis             |
| ---------------------------------------- | --------------------------- | --------------------------- | --------------------------------------- |
| Slangenhalsschildpadden (Chelidae)       | Gray, 1825                  | 65                          | Australië, Nieuw-Guinea en Zuid-Amerika |
| Superfamilie Pelomedusoidea              |                             |                             |                                         |
| Pelomedusa's (Pelomedusidae)             | Cope, 1868                  | 27                          | Afrika, Jemen                           |
| Scheenplaatschildpadden (Podocnemididae) | Cope, 1868                  | 8                           | Zuid-Amerika, Afrika (Madagaskar)       |